# Saint-Estève-Janson
Pour les articles homonymes, voir Saint-Estève (homonymie) et Janson.
Saint-Estève-Janson est une commune française, située dans le département des Bouches-du-Rhône en région Provence-Alpes-Côte d'Azur. Ses habitants sont appelés les Saint-Estevens.

## Géographie

### Situation
La commune de Saint-Estève-Janson se situe sur la rive gauche de la Durance, à 22 km au nord d'Aix-en-Provence. Il s'agit de l'antépénultième plus petite commune des Bouches-du-Rhône.
Elle s'inscrit dans la vallée de la Durance (rive gauche), limitée au sud par le piedmont de la chaîne des Côtes, et au nord par la Durance. Enchâssée entre ces deux entités naturelles, Saint-Estève-Janson offre un paysage varié de qualité, riche d'une faune et d'une flore remarquables.

### Carte du territoire et des communes limitrophes

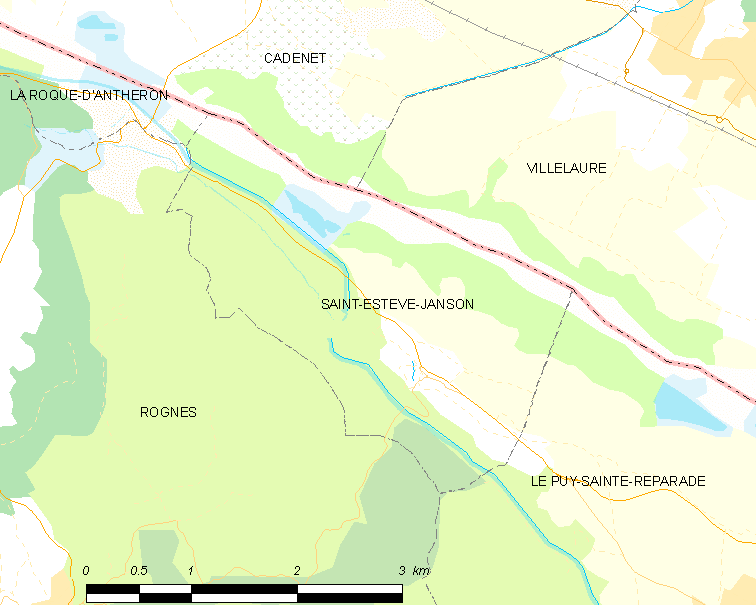
Carte de Saint-Estève-Janson et des communes limitrophes.

### Climat
Pour des articles plus généraux, voir Climat de Provence-Alpes-Côte d'Azur et Climat des Bouches-du-Rhône.
En 2010, le climat de la commune est de type climat méditerranéen franc, selon une étude du Centre national de la recherche scientifique s'appuyant sur une série de données couvrant la période 1971-2000. En 2020, Météo-France publie une typologie des climats de la France métropolitaine dans laquelle la commune est exposée à un climat méditerranéen et est dans la région climatique  Provence, Languedoc-Roussillon, caractérisée par une pluviométrie faible en été, un très bon ensoleillement (2 600 h/an), un été chaud (21,5 °C), un air très sec en été, sec en toutes saisons, des vents forts (fréquence de 40 à 50 % de vents > 5 m/s) et peu de brouillards. 
Pour la période 1971-2000, la température annuelle moyenne est de 13,7 °C, avec une amplitude thermique annuelle de 17 °C. Le cumul annuel moyen de précipitations est de 650 mm, avec 5,5 jours de précipitations en janvier et 2,2 jours en juillet. Pour la période 1991-2020, la température moyenne annuelle observée sur la station météorologique de Météo-France la plus proche, « Cadenet », sur la commune de Cadenet à 6 km à vol d'oiseau, est de 14,4 °C et le cumul annuel moyen de précipitations est de 703,0 mm. 
La température maximale relevée sur cette station est de 44,3 °C, atteinte le 28 juin 2019 ; la température minimale est de −12,7 °C, atteinte le 12 février 2012,,. 
Les paramètres climatiques de la commune ont été estimés pour le milieu du siècle (2041-2070) selon différents scénarios d'émission de gaz à effet de serre à partir des nouvelles projections climatiques de référence DRIAS-2020. Ils sont consultables sur un site dédié publié par Météo-France en novembre 2022.

## Urbanisme

### Typologie
Au 1er janvier 2024, Saint-Estève-Janson est catégorisée commune rurale à habitat dispersé, selon la nouvelle grille communale de densité à 7 niveaux définie par l'Insee en 2022.
Elle est située hors unité urbaine. Par ailleurs la commune fait partie de l'aire d'attraction de Marseille - Aix-en-Provence, dont elle est une commune de la couronne,. Cette aire, qui regroupe 115 communes, est catégorisée dans les aires de 700 000 habitants ou plus (hors Paris),.

### Occupation des sols
L'occupation des sols de la commune, telle qu'elle ressort de la base de données européenne d’occupation biophysique des sols Corine Land Cover (CLC), est marquée par l'importance des forêts et milieux semi-naturels (67,2 % en 2018), une proportion sensiblement équivalente à celle de 1990 (67,9 %). La répartition détaillée en 2018 est la suivante : milieux à végétation arbustive et/ou herbacée (36,9 %), terres arables (20,8 %), forêts (18,4 %), espaces ouverts, sans ou avec peu de végétation (11,9 %), zones urbanisées (5,2 %), eaux continentales (4,3 %), zones agricoles hétérogènes (2,6 %). L'évolution de l'occupation des sols de la commune et de ses infrastructures peut être observée sur les différentes représentations cartographiques du territoire : la carte de Cassini (XVIIIe siècle), la carte d'état-major (1820-1866) et les cartes ou photos aériennes de l'IGN pour la période actuelle (1950 à aujourd'hui).

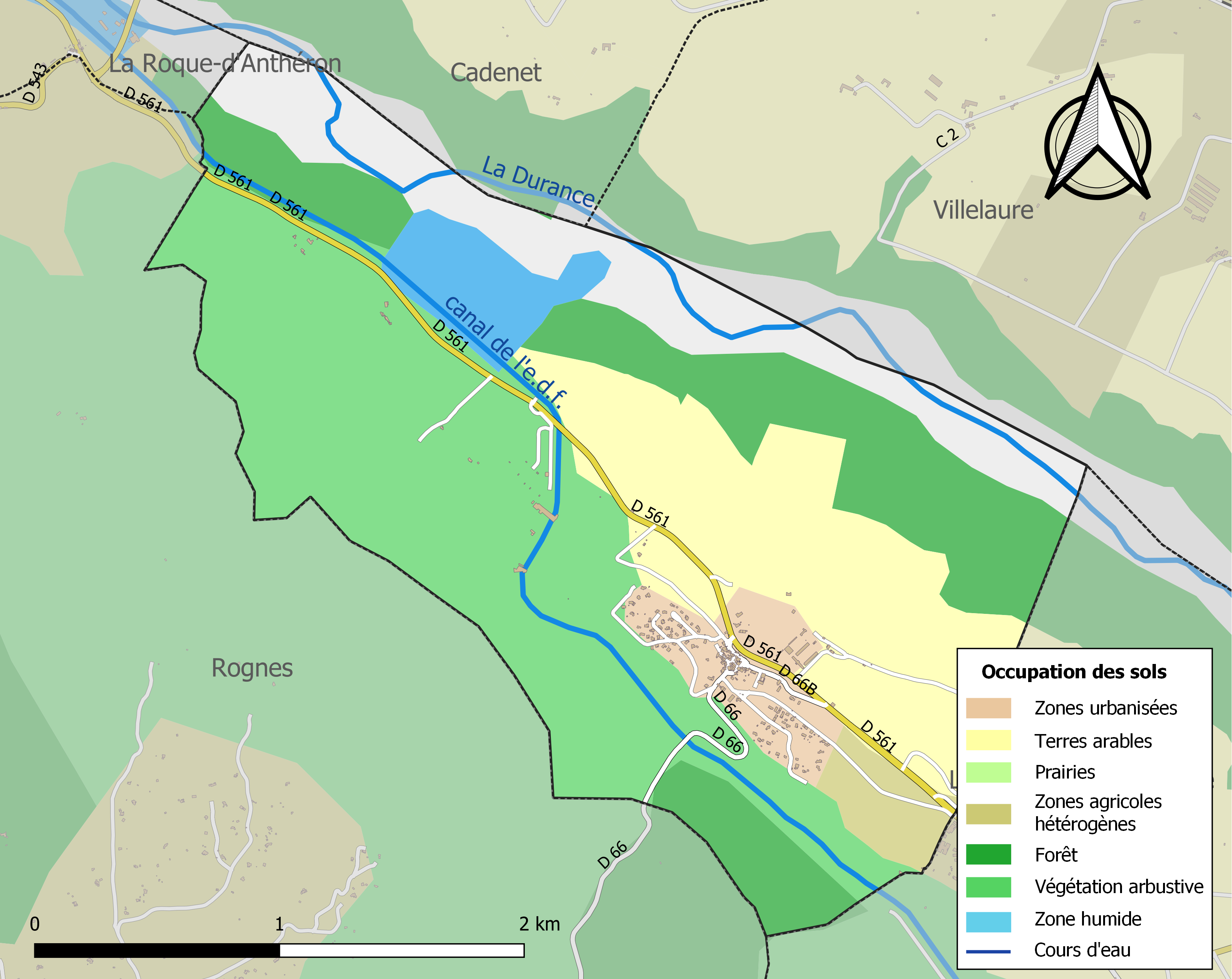
Carte des infrastructures et de l'occupation des sols de la commune en 2018 (CLC).

## Histoire

### Faits historiques
Sur les rives de la Durance, dans la grotte de l’Escale, - 800 000 ans avant notre ère, présence de foyers en six endroits différents sur les couches B et G. Cette domestication du feu est le trait de génie d’Homo erectus qui va dès lors pouvoir coloniser les territoires nordiques.
Toujours sur le site de la grotte de l’Escale, et daté de 100 000 ans plus tôt, les fouilles ont mis au jour des restes d’ours, de primates, de lynx, de renards, de loups, d’hyènes, de blaireaux, de belettes, de gloutons, de rhinocéros, de cerfs, de sangliers, de lièvres, d’écureuils, de lérots, de campagnols, de mulots, de taupes, de musaraignes, d’oiseaux, de reptiles et de batraciens.
Des découvertes archéologiques attestent de la présence humaine sur le territoire de la commune dès l'Âge du fer. Des silos de 2,50 m de haut, et dont les parois étaient brûlées, auraient été découverts au lieu-dit les Aires et datés de cette époque.
Plusieurs sépultures ont été mises au jour, mais leur datation n'est pas encore établie. Elles remontent à l'Antiquité ou au Moyen Âge.
C'est en 1507 que la commune prend sa forme actuelle sur les terres des seigneurs de Janson : les Forbin. Le hameau est bâti auprès de la chapelle dédiée à saint Estève et conserve le nom du territoire. Il s'implante sur le flanc de la colline, s'éloignant des caprices de la Durance et laissant un vaste territoire à l'agriculture.
Saint-Estève-Janson est le théâtre, en avril 1545, d'une persécution organisée contre les  vaudois. Les troupes de Paulin de La Garde, sous la direction du premier président du Parlement d’Aix, Maynier, seigneur d'Oppède, pillent le village. Les terres sont confisquées, les hommes massacrés, les femmes violées avant d’être tuées.
En 1889, la ville bénéficie d'une gare sur ligne de chemin de fer d'Eyguières à Meyrargues. Lorsque la ligne est abandonnée et déferrée en 1950, la gare n'est pas détruite.

## Politique et administration
| Période                                  | Période   | Identité             | Étiquette | Qualité           |
| ---------------------------------------- | --------- | -------------------- | --------- | ----------------- |
| 1803                                     | 1838      | Descalis             | ...       | ...               |
| 1838                                     | 1845      | Louis Antoine Théric | ...       | ...               |
| 1845                                     | août 1863 | Joseph Louis Latil   | ...       | ...               |
| août 1863                                | 1902      | Paul Auguste Latil   | ...       | ...               |
| 1983                                     | 1996      | Marie Louise BEGUE   | SE        | ...               |
| 1996                                     | mars 2014 | Jean-Pierre Dufour   | SE        | contrôleur aérien |
| mars 2014                                | en cours  | Martine Césari       | SE        |                   |
| Les données manquantes sont à compléter. |           |                      |           |                   |

## Population et société

### Démographie
L'évolution du nombre d'habitants est connue à travers les recensements de la population effectués dans la commune depuis 1793. Pour les communes de moins de 10 000 habitants, une enquête de recensement portant sur toute la population est réalisée tous les cinq ans, les populations de référence des années intermédiaires étant quant à elles estimées par interpolation ou extrapolation. Pour la commune, le premier recensement exhaustif entrant dans le cadre du nouveau dispositif a été réalisé en 2007.

En 2022, la commune comptait 364 habitants, en évolution de −4,21 % par rapport à 2016 (Bouches-du-Rhône : +2,48 %, France hors Mayotte : +2,11 %).
| 1793 | 1800 | 1806 | 1821 | 1831 | 1836 | 1841 | 1846 | 1851 |
| ---- | ---- | ---- | ---- | ---- | ---- | ---- | ---- | ---- |
| 77   | 67   | 87   | 92   | 106  | 111  | 90   | 82   | 108  |

| 1856 | 1861 | 1866 | 1872 | 1876 | 1881 | 1886 | 1891 | 1896 |
| ---- | ---- | ---- | ---- | ---- | ---- | ---- | ---- | ---- |
| 135  | 126  | 139  | 129  | 158  | 147  | 115  | 105  | 105  |

| 1901 | 1906 | 1911 | 1921 | 1926 | 1931 | 1936 | 1946 | 1954 |
| ---- | ---- | ---- | ---- | ---- | ---- | ---- | ---- | ---- |
| 105  | 102  | 102  | 84   | 91   | 103  | 114  | 106  | 73   |

| 1962 | 1968 | 1975 | 1982 | 1990 | 1999 | 2006 | 2007 | 2012 |
| ---- | ---- | ---- | ---- | ---- | ---- | ---- | ---- | ---- |
| 137  | 117  | 130  | 202  | 234  | 302  | 337  | 342  | 359  |

| 2017 | 2022 | - | - | - | - | - | - | - |
| ---- | ---- | - | - | - | - | - | - | - |
| 381  | 364  | - | - | - | - | - | - | - |

### Héraldique
| Armes de Saint-Estève-Janson | Les armes peuvent se blasonner ainsi : D'or à une bande de sinople, coupé d'azur à un lévrier d'argent. |

## Économie
Une centrale hydroélectrique utilisant les eaux de la Durance est implantée sur la commune depuis 1963.

## Culture locale et patrimoine
- Église de Saint-Estève-Janson.
- Le hameau est constitué par des rues étroites formées par des maisons de village d'une architecture de la Basse Provence et offre une ambiance paisible. Il s'organise autour de la place de l'Église face à la chapelle médiévale de Saint-Estève.
- À deux kilomètres à l'ouest du village, on peut apercevoir les ruines du château de Janson. Cet édifice médiéval, témoin de la richesse de l'histoire du pays d'Aix, occupait une position stratégique au croisement de voies de communication et à proximité d'un gué sur la Durance.
- Située au sud du village, en bordure du canal, se trouve la grotte de l'Escale. Elle recèle la présence abondante d'ossements d'animaux aujourd'hui disparus et des traces de feux intentionnels parmi les plus anciens actuellement sur notre planète.